# Paramesochra denticulata
Paramesochra denticulata är en kräftdjursart som beskrevs av Rao och Ganapati 1969. Paramesochra denticulata ingår i släktet Paramesochra och familjen Paramesochridae. Inga underarter finns listade i Catalogue of Life.